# Joseph Parry (político)
Joseph Walcott Parry (nacido en 1948) es un profesor y político en San Cristóbal y Nieves, oriundo de la Isla Nieves y líder del Partido Reformista de Nieves entre 1992 y 2018 y Premier de Nieves entre 2006 y 2013.

## Biografía

### Primeros años
Parry nació en Cotton Ground. Recibió su educación en la Escuela Secundaria de Charlestown y obtuvo una licenciatura en Artes en Historia y Economía en la Universidad de las Indias Occidentales. Trabajó la mayor parte de su carrera como profesor en la mencionada escuela.
Parry sirvió como presidente de la Asociación de Críquet de Nieves durante más de diez años, como representante de Nieves en la Asociación de Críquet de las Islas de Sotavento durante seis años y representó a la Asociación de Críquet de las Islas de Sotavento en el Consejo de Control de Críquet de las Indias Occidentales.
En el ámbito privado, Parry es miembro fundador y presidente del Banco de Nieves Mutual Fund.

### Carrera política
Joseph Parry fue Ministro de Planificación, Desarrollo, Turismo, Vivienda y Trabajo (1987–1992). En 1992, se convirtió en líder del Partido Reformista de Nieves. Después de las elecciones de 1993, fue nombrado Ministro de Comercio, Industria y Turismo en el gobierno minoritario del Movimiento de Acción Popular
Parry fue Premier de Nieves desde el 11 de julio de 2006 hasta el 23 de enero de 2013.
En las elecciones del 10 de julio de 2006 para la Asamblea de la Isla de Nieves, el NRP de Parry ganó tres de cinco escaños, poniendo fin a catorce años de gobierno del Movimiento de los Ciudadanos Responsables (CCM). En las elecciones del 11 de julio de 2011, el NRP de Parry volvió a ganar tres de cinco escaños y regresó al gobierno por segunda vez. Sin embargo, en las elecciones del 22 de enero de 2013, el partido perdió un escaño y su sucesor como Primer Ministro fue Vance Amory. Parry se retiró de la dirección del partido en 2018.
Joseph Parry fue responsable de la creación de la Administración de Seguridad Social y es considerado el arquitecto del servicio civil de Nieves tras la independencia de Nieves en 1983.

## Premios
El 31 de diciembre de 2009, Nevispages nombró a Joseph Walcott Parry como su "Hombre del Año 2009". Los criterios para la nominación fueron la influencia en las noticias y la vida de los afro-cristobalenses/nevisianos.